# کازمیک آرمور سوپرمن
کازمیک آرمور سوپرمن (انگلیسی: COSMIC ARMOR SUPERMAN) یک شخصیت ابرقهرمان در سری کتاب‌های کمیک آمریکایی منتشر شده توسط دی‌سی کامیکس است این شخصیت اولین بار در کمیک بحران نهایی: سوپرمن فراتر به نویسندگی گرنت موریسون در ۲ شماره ظاهر شده، این شخصیت دشمن نهایی مندرک دارک مانیتور را که قصد نابود کرد تمام خلقت و موجودیت دنیای دی‌سی کامیکس و خوردن تمام داستان‌های خلقت دی‌سی را داشت را شکست داد.

## داستان
کازمیک آرمور سوپرمن از اور ووید متولد شد و برای مقابله بادشمن نهایی (مندرک دکس نوو) ود، او انرژی ترکیبی ماده مثبت سوپرمن درعمل فداکارانه ضد ماده اولترامن (سوپرمن شرور زمین ۳) درعمل جنایت را مصرف کردبا پیوند آن دو توسط کال ال (سوپرمن) کنترل می‌شد، به شکل یک سوپرمن غول پیکر بود. او با مندرک جنگید و او را شکست داد، در پایان، مندرک را به سمت اوور وید هُل داد. پیش از غیرفعال شدن، او سنگ قبری را با یک هشدار حک کرد.

## غیرفیکشن
کازمیک آرمورسوپرمن یک شخصیت درون داستان نیست و بالاتر ازفیکشن است، به دلیل اینکه اون نیمی از اور ووید است وحتی قادراست ازدنیای کامیک خارج شود و به دنیای واقعی بیاید و از داستان‌ها باخبر است واینکه داستان سوپرمن دربرابر هرچیزی مقاوم است و نمی‌توان آنرا تغییر داد یا نابود کرد.

## شاهکارها
- کازمیک آرمور سوپرمن قادراست دست خودرا از کامیک بیرون بیاورد وبه دنیای واقعی بیاید ودیوار چهارم روشکست.
- کازمیک آرمور سوپرمن در برابر قدرت ابدیت/بینهایت و قدرت ترکیبی بلید ۵۲جهان (مولتیورس کامل که دارای ابعاد بینهایت و هم سطح با تایم استریم و هایپرتایم و فراتر از اشکال افلاطونی کانسپ‌ها و ریاضیات است) و ۱۰ میلیارد خورشید، که هر۳ آنها با هم ترکیب و حتی روبه رشد بودند مقاومت کرد وقویتر شد.
- نبرد کازمیک آرمور سوپرمن و مندرک دکس نوو باعث نابود شدن کره مانیتورها شد، کره مانیتورها بالاترین و اساسی‌ترین سطح در دنیای دی‌سی است و پر از افکار و مفاهیم ناب است وخارج از مولتیورس است، کره مانیتورها حتی از لیمبو و کره خدایان بالاتر است (کره خدایان محل زندگی پرزنس دربهشت و لوسیفر درجهنم و دیگر خدایان است)

کره مانیتورها: بالاترین واساسی‌ترین سطح در دیسی است وپراز افکارو مفاهیم ناب است، محل سکونت نژاد قدرتمند - زمانی که تعداد آنها بی شمار بود، ۵۲ مانیتوری که پس از وقوع بحران باقی مانده بودند، هر کدام ازآنها وظایف حفظ و مطالعه یک جهان را در بر می‌گرفتند. این سطح در نبرد کازمیک آرمور سوپرمن و مندرک دکس نوو نابود شد.
- کازمیک آرمور سوپرمن توانسته لیمبو را نوک انگشت خود نگه دارد، لیمبو بالاتر از کره خدایان است، او همچنین بلید را که اساساً شکل متمرکزی ازجریان حیات درمولتیورس است رو نگه داشت.

لیمبو: خانه آخرین و فراموش شده اورری. لیمبو دورترین لبه جهانهای آشکار دیسی است. اینجاست که ماده و حافظه ازهم می‌پاشند/خراب می‌شوند، این سطح در بین کره مانیتورها و کره خدایان قرار دارد، ینی پایین کره مانیتورها و بالای کره خدایان، و کازمیک آرمور سوپرمن لیمبو را نوک انگشت خود نگه داشت.
- کازمیک آرمور سوپرمن باتغییر داستانهای دکس نوو جنگید و خودش نیز آنها (داستان) را تغییر داد، اودائما خودش روبا روایت‌های روبه رشد دکس نوو تطبیق و سازگار داد.
- کازمیک آرمور سوپرمن بخش/نیمی از مانیتور ذهن اور ووید است و ازش متولد شده.
- کازمیک آرمور سوپرمن باایده‌های تسلیحاتی دکس نوو درفضای مفهومی وباتحدیدهای دکس نوو درمورد نابود شدن ومفهومش مبارزه کرد وتغییر داد.
- مانیتور ذهن اور ووید دربرابر کازمیک آرمورسوپرمن و داستان سوپرمن بی دفاع است.
- درآخر کازمیک آرمورسوپرمن توانست مندرک دکس نوو راکه قدرت وقصد نابود کردن تمام خلقت دنیای دیسی (دارای بینهایت ابعاد) و خوردن تمام داستانهای خلقت راداشت رو شکست داد (گفته شده که مندرک دکس نوو توانسته پرزنس رو بکشه، درسایر کامیک‌های مربوط و مرتبط به بحران نهایی اشارات زیادی به این موضوع شده)

## سطح قدرت و توانایی‌ها
کازمیک آرمور سوپرمن درواقع برای پیروز شدن درهرنبردی ساخته شده اون بخشی از مانتیورذهن اور ووید است وازش متولدشد او دارای استقامت قدرت و سرعتی فراتر ازمفهوم بینهایت است مندرک قدرت ابدیت/بینهایت به همراه ۵۲ جهان (مولتیورس) را به او زد و وارد کرد اما کازمیک آرمور سوپرمن دربرابرش سازگار شده و قدرتمندتر از قبل شد، کازمیک آرمور دارای قدرت وسرعتی بینهایت است همچنین توانایی سازگاری فوری دربرابر هرنوع تهدیدی را دارد هرنوع تهدید ناشناخته ای حتی اگر ازآینده هم باشدنمیتواند اورا شکست دهد! دربرابر دشمن خود هرچقدر که دشمنش قدرتمند باشد ودرحال قدرتمندتر شدن باشد کازمیک آرمور هم دربرابرش قدرتمند تر می‌شود تا شکستش دهد، او نشان داده توانایی دستکاری داستان کامیک را داردومیتواند داستان کامیک رابه نفع خود تغییر دهد ومقاومت دربرابر کسانی که توانایی دستکاری داستان را دارند را دارد، او دربرابر مندراک دکس نوو که عنوان شده بود یک ویرایشگر از وقصدنابود کردن جهان داستانی اون روداشت مقاومت کرد وتغییردادویک داستان رو پیش بردوکنترل کرد! اون توانایی‌های بسیار زیادی دارد، کازمیک آرمور سوپرمن درخارج از مولتیورس دیسی است ومیتواند هرچیزی که درمولتیورس دیسی وجود دارد را کنترل کند یاحتی می‌تواند آن رانابود کرده و یادوباره خلق کند، او حتی آمنی ورسال نیز است ونگهبان مولتیورس دیسی نیزاست، در نتیجه او هیچ نقطه ضعفی ندارد، او توانایی‌های زیاد دیگری مانند تغییر واقعیت‌ها، بُعدها، فضا، زمان، ذرات دارد او قدرتی فرامولتیورس واوت ورس دارد ومیتواند حتی به خارج ازکمیک هم بیاید وتوانایی‌های بسیار دیگری نیز دارد. اور ووید دربرابر کازمیک آرمور سوپرمن و داستان سوپرمن بی دفاع است، نبردکازمیک آرمورسوپرمن و دکس نوو باعث تخریب شدید ونابودشدن کره مانیتورها شد (کره مانیتورها بالاترین واساسی‌ترین سطح درکیهان‌شناسی گرنت موریسون و پرازافکارومفاهیم ناب هستش وحتی از کره خدایان هم بالاتراست) سطح قدرت کازمیک آرمور سوپرمن بسیار بالاتراز مولتیورسال و فراترمولتیورس (اوت ورس)، ینی متاورس (سطح قدرت آمنیورس) است، کازمیک آرمور سوپرمن توانایی دستکاری اطلاعات روهم داره! بدین معناکه میتونه همه چیز رودستکاری کنه یاحتی ازبین ببره یاایجاد کنه! میتونه دانش جدیدی رابه جهان وارد کنه میتونه قدرت شخصیت‌های دیگر را کم یازیاد کند و ضعیفشون کند! قویترین ذرات وانرژی هارو به ذره ای ناچیز تبدیلشون کند! به معنای واقعی همه چیزرو حتی اطلاعات پایه واقعیت وبُعدا رو دستکاری کنه!
دکس نوو بزرگ‌ترین و قویترین وباهوش‌ترین مانیتور بودوبخشی از پرایمال مانیتور (مانیتور ذهن) بود، مندرک زمانی که روکس اوماگا راتسخیر کرد براحتی اسپکتر (روح انتقام وخشم خدا) ورادیانت (روح رحمت وبخشش خدا) رو باهم شکست دادوکشت، روکس اوگاما ضعیفتراز دکس نوو است، دکس نوو درخارج از خلقت دیسی زنده ماند او از اوور وید وارد خلقت شد او دارای قدرت ابدی به همراه قدرت ترکیبی ۵۲ جهان بود، او بخشی از مانیتور ذهن بود مندرک قادراست داستان هارو درمقیاس گسترده تمام خلقت (به جز داستان سوپرمن) را بخورد! دربحران نهایی باهدف نابود کردن وخوردن تمام خلقت و موجودیت دنیای دیسی کامیکس از اور ووید به سمت مولتیورس دیسی حرکت کردامااز کازمیک آرمور سوپرمن شکست خورد وبه اور ووید فرستاده شد، قدرت او دربحران نهایی فراتراز شخصیت‌های لوسیفر مورنینگ استار و میکائیل دمیورگوس بود!

### کشته شدن خدا توسط داکس نوو (مندرک دارک مانیتور)
- در کمیک‌های دنیای دیسی اشاره شد که جنگی در بهشت شکل گرفته وشَر و بدی پیروز شده.[۳]
- در کمیک (بحران نهایی:افشا) رادیانت(تجسم رحمت و بخشش خدا) گفته:او و اسپکتر نمی‌میرند و تنها در صورتی به شکل ابدی می‌میرند که خالق آن‌ها ینی پرزنس نیز کشته شود. درغیراین این صورت آنها دوباره به زندگی بازمی‌گردند، همین‌طور شخصیت کاین به اسپکتر (تجسم خشم خدا) و رادیانت(تجسم رحمت و بخشش خدا) گفته: «خدای شمامُرده»، درشماره آخر کمیک بحران نهایی اسپکتر ورادیانت کشته شدند و دیگر زنده نشدند.[۴]
- درکمیک بحران نهایی روکس اوگاما گفته که خدای درحال مرگ جهان رو شکسته، زخمی و بی دفاع رها کرده و در اعماق تاریکی بی پایان سقوط کرده جایی که مندرک در آن‌جا ساکن بود، در ادامه ارتش خدا برای گرفتن انتقام مرگ خدا، سوپرمن‌های مولتیورس و سپاه فانوس سبز به همراه نایکس اوتان اومده وروکس اوگاما راکه درحال برنامه‌ریزی برای بازگرداندن مندرک دکس نوو بود را کشتند.[۵]